# Лендле, Элизабет
Эли́забет Лендле (нем. Elisabeth Ländle; род. XX век) — немецкая кёрлингистка.

## Достижения
- Чемпионат мира по кёрлингу среди женщин: серебро (1993), бронза (1994).
- Чемпионат Германии по кёрлингу среди женщин: золото (1992, 1993), серебро (2001)[1].

## Команды
| Сезон   | Четвёртый        | Третий                   | Второй                   | Первый            | Запасной               | Турниры                      |
| ------- | ---------------- | ------------------------ | ------------------------ | ----------------- | ---------------------- | ---------------------------- |
| 1990    | Каролина Шлахтер | Моника Иммингер          | Элизабет Лендле          | Александра Тойрер | Ulanou Klotz           | ЧМЮ 1990 (10 место)          |
| 1991—92 | Йозефине Айнсле  | Петра Чеч-Хильтенсбергер | Элизабет Лендле          | Карин Фишер       | Альмут Хеге-Шёлль (ЧМ) | ЧГЖ 1992 · ЧМ 1992 (8 место) |
| 1992—93 | Джанет Стрейер   | Йозефине Айнсле          | Петра Чеч-Хильтенсбергер | Карин Фишер       | Элизабет Лендле        | ЧГЖ 1992 · ЧМ 1993           |
| 1993—94 | Йозефине Айнсле  | Петра Чеч-Хильтенсбергер | Элизабет Лендле          | Карин Фишер       | Михаэла Грайф          | ЧЕ 1993 (6 место)            |
| 1993—94 | Йозефине Айнсле  | Михаэла Грайф            | Карин Фишер              | Элизабет Лендле   | Сабина Вебер           | ЧМ 1994                      |
| 1999—00 | Петра Чеч        | Даниэла Йенч             | Карин Фишер              | Геза Ангрик       | Элизабет Лендле        | ЧМ 2000 (6 место)            |
| 2000—01 | Петра Чеч        | Даниэла Йенч             | Карин Фишер              | Геза Ангрик       | Элизабет Лендле        | ЧГЖ 2001                     |

(скипы выделены полужирным шрифтом)